# 山吉景長
山吉 景長（やまよし かげなが）は、安土桃山時代から江戸時代初期にかけての武将。上杉氏の家臣。

## 略歴
山吉豊守の子として誕生。
天正5年（1577年）9月、父・豊守が死去し、嫡男で兄・盛信も急死したため、13歳で叔父・景久の後見の下に家督を継ぐ。上杉家のしきたりによれば15歳までは領地没収の決まりであったが、山吉家の長年の貢献等が考慮され、領地半減の上に三条城から木場城へ移るという処置に落ち着いた。
天正5年（1578年）に御館の乱が勃発すると、上杉景勝方に付き木場城を守る。御館の乱が元になって起きた新発田重家の乱も景勝方に付き、新潟津攻防の最前線基地として景勝からの援将蓼沼藤七友重（蓼沼弥七、下野国の佐野氏出身とされる）を迎えて、木場城は重要な役割を為す。景長自身も新潟城や沼垂城の攻略戦へ出陣しており、新発田駿河守盛喜（重家の兄弟）を討ち取る等新発田城への重要な補給ルートである新潟津の奪取に大きく貢献した。
その後の佐渡本間家討伐の先陣、豊臣秀吉による小田原征伐での八王子城攻め、文禄・慶長の役での母衣武者としての参陣等、上杉軍の主要戦力として参戦している。
主家の会津・米沢への転封に従い、慶長16年（1611年）に死去。